# Cars Toons
Cars Toons es una serie de cortometrajes de animación basada en la película Cars. La serie estrenó en Estados Unidos el 2 de marzo de 2008 en Disney Channel. No exclusivamente para televisión, varios de los cortometrajes fueron lanzados en medios domésticos o en cines.
En Latinoamérica se estrenó el 17 de diciembre de 2008 junto con una programación especial dedicada a Pixar y junto con la transmisión de Buscando a Nemo en Disney Channel Latinoamérica. Los 11 primeros episodios, se sitúan entre el corto de Pixar Mate y la luz fantasma y antes del comienzo de Cars 2. Mientras que los restantes, después de Cars 2 y antes de Cars 3.

## Sinopsis
Los 11 primeros cortometrajes siguen la misma fórmula de cuento narrativo: Mate cuenta una historia de algo que ha hecho en el pasado. En la historia, Mate se encuentra en una situación increíble y temeraria. Cuando McQueen pregunta si eso realmente pasó, Mate responde: "¿No te acuerdas? ¡Tú también estabas allí!", Y continúa la historia, con la participación repentina de McQueen. Al final del episodio, Mate abandona la escena, seguido por los personajes o las referencias a la historia que se está diciendo, lo que sugiere que la historia podría ser real. Cada historia incluye a Mate, McQueen, Mia y Tia (las dos mellizas de color rojo que adoraban al Rayo McQueen en la película, aunque en este caso se presentan adorando a Mate), y varios coches equipo de pits.

## Lista de cortometrajes

### Mater's Tall Tales(2008-2012)
- 1. Recates Mate (2008)
- 2. Mate, el Grande (2008)
- 3. "El Matedor" (2008)
- 4. Tokio Mate (2008)
- 5. MVNI (Mate Volador No Identificado) (2009)
- 6. Monster Truck Mate (2010)
- 7. Heavy Metal Mate (2010)
- 8. Mate Lunático (2010)
- 9. Mate Detective Privado (2010)
- 10. Aero Mate (2011)
- 11. Mate Viaja En El Tiempo (2012)

### Tales from Radiator Springs(2013-2014)
- 12. Hipo (2013)
- 13. Escarabauto (2013)
- 14. Señal de giro (2013)
- 15. Las 500 ½ de Radiador Spings (2014)

## Reparto
- Larry the Cable Guy como Mate.
- Keith Ferguson (2008-2013) / Owen Wilson (2014) como  "El Rayo" McQueen.
- George Carlin (2009, grabaciones de archivo) / Lloyd Sherr (2013-2014) como Fillmore.
- Tony Shalhoub como Luigi.
- Guido Quaroni como Guido.
- Michael Wallis como Sheriff.
- Katherine Helmond como Lizzie.
- Lindsey Collins como Mia.
- Elissa Knight como Tia.
- Joe Ranft como Rojo. (sólo en Cuentos de Radiador Springs)

## Doblaje latinoamericano
En estos cortos Kuno Becker no repite su personaje como Rayo McQueen por problemas salariales, siendo reemplazado por Sergio Gutiérrez Coto, quien lo interpretó en los avances de la película Cars, cabe destacar que algunos de los Startalent no repiten sus personajes, como César Bono quien no le importó cuanto le pagaran el cual quiso doblarlo con gusto; aunque por problemas de salud no pudo doblar para la segunda temporada.
- César Bono: Mate (primera temporada).
- César Filio: Mate (segunda temporada).
- Sergio Gutiérrez Coto:  "El Rayo" McQueen.
- Yadira Aedo: Mia.
- Mireya Mendoza: Tia.
- Francisco Colmenero: Sheriff.
- Raúl Aldana: Guido.
- Arturo Mercado Jr.: Luigi.
- Rosalba Sotelo: Sally.
- Eduardo Tejedo: Fillmore.
- María Santander: Lizzie.
- Roberto Carrillo: Stanley.
- Eduardo Garza: Wingo.